# 1101

## Esdeveniments
- Batalla de Mersivan
- El vescomte Guerau Pons de Cabrera conquereix Balaguer en nom d'Ermengol VI d'Urgell[1]

## Naixements
- Eloïsa, amant de Pere Abelard